# Émile Amagat
Émile Hilaire Amagat (Saint-Satur, 2 de enero de 1841 - Saint-Satur, 15 de febrero de 1915) fue un físico francés.
En 1872 obtuvo su doctorado en París. Trabajó de profesor de física en la Faculté Libre des Sciences de Lyon, y fue miembro de la Academia de las Ciencias Francesa.
Sus trabajos más destacados tratan sobre el comportamiento de los gases. En 1872 investigó cómo reaccionaba el dióxido de carbono a altas presiones, ampliando los resultados de Thomas Andrews, trabajo que presentó como su tesis doctoral. En 1877 publicó un documento sobre el coeficiente de compresibilidad de los fluidos, demostrando que decrecía al aumentar la presión, un resultado que contradecía los resultados de los demás científicos.
Entre 1879 y 1882 investigó una serie de gases distintos, y alcanzó el límite de presión que se podía obtener con aparatos de vidrio (unas 400 atmósferas). Inventó el manómetro hidráulico, con el que se podía aumentar la presión hasta las 3.200 atmósferas. Más tarde su inventó fue utilizado en las fábricas de armas de fuego para probar sus productos.
En 1880 publicó la Ley de Amagat, también llamada la Ley de los Volúmenes Parciales.